# Patrick Bürger
Patrick Bürger (ur. 27 czerwca 1987 w Oberwarcie) – austriacki piłkarz występujący na pozycji napastnika. Zawodnik klubu SV Mattersburg, którego jest wychowankiem i do którego powrócił w 2010.

## Życiorys

### Kariera klubowa
Przez niemal całą dotychczasową karierę występował w klubie SV Mattersburg. Wyjątkiem były lata 2008−2010, kiedy to reprezentował barwy klubu TSV Hartberg.

### Kariera reprezentacyjna
W reprezentacji Austrii zadebiutował 1 czerwca 2012 w meczu przeciwko Ukrainie. Na boisku pojawił się w 63 minucie meczu.
| Mecze i gole w reprezentacji | Mecze i gole w reprezentacji | Mecze i gole w reprezentacji | Mecze i gole w reprezentacji | Mecze i gole w reprezentacji | Mecze i gole w reprezentacji | Mecze i gole w reprezentacji |
| #                            | Data                         | Stadion                      | Rywal                        | Wynik                        | Gol                          | Rozgrywki                    |
| 2012                         | 2012                         | 2012                         | 2012                         | 2012                         | 2012                         | 2012                         |
| ---------------------------- | ---------------------------- | ---------------------------- | ---------------------------- | ---------------------------- | ---------------------------- | ---------------------------- |
| 1.                           | 01.06.2012                   | Innsbruck, Austria           | Ukraina                      | 3:2                          | 0                            | towarzyski                   |
| 2.                           | 05.06.2012                   | Innsbruck, Austria           | Rumunia                      | 0:0                          | 0                            | towarzyski                   |

## Sukcesy

### Klubowe
TSV Hartberg
- Mistrz Środkowej Ligi Regionalnej (Austria): 2008/2009

SV Mattersburg
- Mistrz Pierwszej Ligi (Austria): 2009/2010
- Uczestnik Pucharu UEFA: 2006/2007 i 2007/2008

### Indywidualne
- Król strzelców Pierwszej Ligi (Austria) (18 goli): 2009/2010
- Zawodnik roku Pierwszej Ligi (Austria): 2009/2010